# Furcula biloba
Furcula biloba är en fjärilsart som beskrevs av Hörhammer. 1934. Furcula biloba ingår i släktet Furcula och familjen tandspinnare. Inga underarter finns listade i Catalogue of Life.